# UltraSPARC T1
UltraSPARC T1 - (nazwa kodowa Niagara) – wielowątkowy, wielordzeniowy mikroprocesor zaprojektowany przez firmę Sun Microsystems implementujący model programowy SPARCv9. Procesor posiada 8 rdzeni - ze względów ekonomicznych dostępne są także wersje 6 i 4 rdzeniowe, które defakto są uszkodzonymi wersjami 8 rdzeniowego procesora w których uszkodzone rdzenie są wyłączane w procesie postprodukcji. Każdy z rdzeni jest w stanie sprzętowo wykonywać 4 wątki wykorzystując technikę sprzętowego przełączania wątków co 1 takt zegara. W sumie daje to 32 sprzętowo obsługiwane przez procesor wątki. Każdy ze sprzętowych wątków procesora jest widoczny w systemie operacyjnym jako oddzielny procesor. Procesor posiada wyłącznie jedną jednostkę FPU współdzieloną pomiędzy wszystkie 8 rdzeni. Z tego powodu wydajność zmiennopozycyjna procesora jest relatywnie niska.